# Sherida Spitse
Sherida Spitse (* 29. Mai 1990 in Sneek) ist eine niederländische Fußballspielerin. Von 2018 bis 2020 spielte sie für den norwegischen Erstligisten Vålerenga Oslo. Am 1. Januar 2021 wechselte sie zu Ajax Amsterdam. Seit dem 19. Januar 2019 ist sie Rekordnationalspielerin der Niederlande. Sie ist seit dem 8. April 2025 alleinige europäische Rekordnationalspielerin.

## Karriere

### Vereine
Bis Ende der Saison 2006/07 spielte Spitse in der männlichen Jugend ihres friesischen Heimatvereins VV Sneek. Mit Einführung der Frauen-Ehrendivision wechselte die Mittelfeldspielerin zum SC Heerenveen. Dort machte sie in ihrer ersten Spielzeit mit 17 Jahren bereits 20 Spiele, in denen sie drei Tore erzielte; in der folgenden Saison kamen 24 Spiele und fünf Tore hinzu. 2012 wechselte Spitse zum FC Twente Enschede. Von 2014 bis 2017 spielte sie für den Lillestrøm SK Kvinner in der norwegischen ersten Liga, wobei sie von 2014 bis 2016 dreimal in Folge das Double aus Meisterschaft und Pokalsieg feierte. Nach einer weiteren Saison beim FC Twente Enschede wechselte Spitse zu Jahresbeginn 2018 zu Vålerenga Oslo. Am 6. Dezember 2020 konnte sie mit Vålerenga durch einen 4:0-Sieg, den sie mit einem Tor in der vierten Minute einleitete, gegen Arna-Bjørnar den ersten Meistertitel des Vereins feiern. Zum 1. Januar 2021 wechselte sie zu Ajax Amsterdam.
In der Qualifikation zur UEFA Women’s Champions League 2022/23 scheiterte sie mit Ajax in der letzten Runde am Arsenal Women FC.

### Nationalmannschaft
2005 spielte Spitse in der U-15-Auswahl des KNVB, 2006 mit 15 Jahren in der U-17-Nationalmannschaft. Sie war erst 16, als Bondscoach Vera Pauw die junge Friesin später im Jahr erstmals in den Kreis der A-Nationalmannschaft berief. Am 31. August 2006 debütierte sie im Team der Leeuwinnen in London bei der 0:4-Niederlage gegen England in der WM-Qualifikation. Bis September 2009 machte sie insgesamt 35 Länderspiele, in denen sie ein Tor erzielte. Bei der EM 2009 gehörte sie zum Kader des Halbfinalisten, kam jedoch nicht zum Einsatz. Am 7. Februar 2015 machte sie beim 7:0 gegen Thailand ihr 100. Länderspiel und erzielte dabei das erste Tor. 2017 führte sie die Nationalmannschaft als Kapitänin zum Europameistertitel. In der Qualifikation für die WM 2019, in der sie in den 12 Spielen ihrer Mannschaft keine Minute verpasste, musste sie mit ihrer Mannschaft aber in die Playoffs der besten Gruppenzweiten, wo sie sich gegen EM-Finalgegner Dänemark und die Schweiz durchsetzten. Im letzten Playoff-Spiel gegen die Schweiz stellte sie den niederländischen Länderspielrekord von Annemieke Kiesel mit ihrem 155. Länderspiel ein. Im ersten Spiel des Jahres 2019 in Kapstadt wurde sie gegen Südafrika alleinige Rekordhalterin der Niederlande.
Am 10. April 2019 wurde sie für die WM nominiert. Bei der WM stand sie in den sieben Spielen der Niederländerinnen immer in der Startelf und wurde lediglich im Gruppenfinale gegen Kanada in der 70. Minute ausgewechselt. Nach sechs Siegen verloren die Niederländerinnen nur im Finale gegen Titelverteidiger USA. Bereits mit dem Halbfinaleinzug hatten sich die Niederländerinnen erstmals für die Olympischen Spiele qualifiziert.
In der erfolgreich absolvierten Qualifikation für die EM 2022 kam sie in neun von zehn Spielen zum Einsatz. Nur einmal verweigerte ihr Verein wegen der COVID-19-Pandemie die Teilnahme an einem Qualifikationsspiel.
Am 31. Mai wurde sie für die EM-Endrunde nominiert. Am 24. Juni 2022 bestritt sie in einem Testspiel gegen England ihr 200. Länderspiel. Bei der EM kam sie in den drei Gruppenspielen und im Viertelfinale zum Einsatz, das in der Verlängerung gegen Frankreich verloren wurde. Nachdem sich Kapitänin Sari van Veenendaal im ersten Spiel verletzt hatte und für den Rest der EM ausgefallen war, übernahm sie die Kapitänsbinde.
Auch im letzten Spiel der Qualifikation für die WM 2023 gegen Island war sie Kapitänin. Durch ein Tor in der Nachspielzeit gewannen die Niederländerinnen mit 1:0 und qualifizierten sich damit für die WM-Endrunde.
Am 30. Juni 2023 wurde sie für die Endrunde nominiert, kam in jedem der fünf Spiele ihres Teams zum Einsatz und schied mit ihrer Mannschaft im Viertelfinale gegen die Spanierinnen nach Verlängerung aus. Sie war die älteste Spielerin und Spielerin mit den meisten Länderspielen im Kader.
Am 4. April 2025 stellte sie beim Nations-League-Spiel gegen Österreich mit ihrem 240. Länderspiel den Europarekord der Schwedin Caroline Seger ein und steigerte ihn vier Tage später auf 241 Spiele.
Sie wurde auch für die EM-Endrunde 2025 nominiert. Dort kam sie in den drei Gruppenspielen zum Einsatz, nach denen die Niederländerinnen ausschieden.

## Erfolge
Vereine
- 2012/2013: BeNe-League-Siegerin
- 2014, 2015, 2016: Norwegische Meisterin und Pokalsiegerin (mit Lillestrøm SK Kvinner)
- 2020: Norwegische Pokalsiegerin (mit Vålerenga Oslo)
- 2020: Norwegische Meisterin (mit Vålerenga Oslo)
- 2021: Eredivisie Cup Gewinnerin (mit Ajax)
- 2022, 2024: Niederländische Pokalsiegerin (mit Ajax)
- 2023: Niederländische Meisterin (mit Ajax)

Nationalmannschaft
- 2017: Europameisterin
- 2018: Algarve-Cup-Sieg (zusammen mit Schweden[15])
- 2019: Vizeweltmeisterin

## Auszeichnungen
- Aufnahme ins „UEFA Team of the Tournament“ der EM 2017[16]